# Санабрия, Эдгар
Эдгар Санабрия Арсия (исп. Edgar Sanabria Arcia; 3 октября 1911, Каракас, Венесуэла — 24 апреля 1989, там же) — венесуэльский юрист, дипломат и политик. Исполнял обязанности президента Венесуэлы (1958—1959).

## Биография
В 1935 году окончил юридический факультет Центрального университета Венесуэлы.
- В 1936—1941 годах — профессор Центрального университета Венесуэлы, одновременно заместитель директора Национальной библиотеки (1936—1940),
- В 1941—1944 годах — юрисконсульт МИД и министерства финансов,
- В 1944 году — назначен заместителем министра образования.

Также на протяжении четырех лет являлся профессором римского права в Католическом университете Андреса Бельо. три года преподавал и Университете Св. Марии. Кроме того преподавал в Школе Вооруженных Сил и сотрудничества (EFOFAC).
После падения диктатуры Маркоса Переса Хименеса был назначен секретарем временного правительства, пришедшего к власти 23 января 1958 года.
В 1958—1959 годах — и. о. президента Венесуэлы, после того как действующий на тот момент глава государства Вольфганг Ларрасабаль Угуэто включился в предвыборную кампанию, которую впоследствии проиграл. На этом посту принял решение о повышении ставки налога для нефтяных компаний с 50 до 60 %, подписал закон об университетах, предоставлявший им широкую автономию. 12 декабря 1958 года издал Указ № 473, о создании Национального парка Авила площадью 66192 га.
- В 1959—1963 годах — посол Венесуэлы в Ватикане,
- В 1964—1968 годах — посол в Швейцарии,
- В 1968—1970 годах — посол в Австрии.

Затем занимал должность почетного посла МИД Венесуэлы.
Умер 24 апреля 1989 года в Каракасе в возрасте 77 лет от инфаркта миокарда.